# Daulocoma
Daulocoma é um gênero de mariposa pertencente à família Acrolepiidae.